# Piracés
Piracés település Spanyolországban, Huesca tartományban. Piracés Sesa, Tramaced, Grañén, Albero Bajo, Albero Alto és Novales községekkel határos. Lakosainak száma 95 fő (2024).

## Népesség
A település népessége az utóbbi években az alábbiak szerint változott:
| Lakosok száma | 111  | 103  | 110  | 96   | 103  | 106  | 103  | 102  | 96   | 95   |
|               | 2001 | 2004 | 2006 | 2009 | 2011 | 2014 | 2016 | 2019 | 2021 | 2024 |